# 北海道道50号北見置戸線
北海道道50号北見置戸線（ほっかいどうどう50ごう きたみおけとせん）は、北海道北見市と常呂郡置戸町を結ぶ道道（主要地方道）である。

## 概要

### 路線データ
- 起点：北海道北見市とん田東町（国道39号交点）
- 終点：北海道常呂郡置戸町字北光（国道242号交点）
- 総延長：23.433 km[1]
- 実延長：23.398 km[1]
- 重用延長：0.035 km[1]

## 歴史
- 1957年（昭和32年）7月25日 - 265号として路線認定[2]。
- 1993年（平成5年）5月11日 - 建設省から、道道北見置戸線が北見置戸線として主要地方道に指定される[3]。
- 1994年（平成6年）10月1日 - 路線番号を50号に変更[4]。

## 路線状況

### 重複区間
- 北海道道27号北見津別線：北見市とん田東町 - 北見市北上

### 道路施設
主な橋梁
- 上栄橋
- 楓橋

## 地理

### 通過する自治体
- オホーツク総合振興局
  - 北見市
  - 常呂郡
    - 訓子府町
    - 置戸町

### 交差する道路
北見市
- 国道39号 - とん田東町（起点）

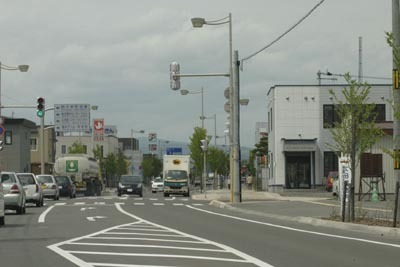
道道50号線と訓子府町中心部。東から西へ

- 北海道道7号北見常呂線 - とん田東町（起点）
- 北海道道943号北見環状線 - 錦町
- 北海道道261号置戸福野北見線 - 錦町
- E61 十勝オホーツク自動車道（北見道路）北見北上IC - 北上
- 北海道道27号北見津別線 - 北上
- 北海道道261号置戸福野北見線 - 北上
- 北海道道495号上常呂停車場線 - 上ところ
- 北海道道986号置戸訓子府北見線 - 上ところ

訓子府町
- 北海道道494号訓子府津別線 - 日出
- 北海道道335号訓子府停車場線 - 元町
- 北海道道143号北見白糠線 - 栄町

置戸町
- 国道242号 - 北光（終点）

### 沿線にある施設など
北見市
- 野付牛自動車学校
- 北海道立北見高等技術専門学院
- 北見信用金庫北光支店
- 北見北光郵便局
- 北海道糖業 北見製糖所
- 北見市立上常呂小学校
- 上常呂郵便局
- 北見警察署上常呂駐在所

訓子府町
- 訓子府郵便局
- 北見地区消防組合消防署訓子府支署
- 北見信用金庫訓子府支店